# Manolo Jiménez (football, 1941)
Pour les articles homonymes, voir Manuel Jiménez, Jimenez, Manuel Rodríguez et Rodríguez.
Manuel Jímenez Rodríguez, plus connu sous le nom de Manolo Jímenez, né le 14 décembre 1941 à Séville (Andalousie, Espagne) et mort le 5 décembre 2021, est un footballeur espagnol.
Il jouait au poste d'ailier gauche.

## Biographie
Manolo Jiménez se forme dans les catégories juniors du Real Betis. Il est recruté par le CD Badajoz avant d'avoir pu débuté en équipe première du Betis. Après de bonnes saisons en deuxième division, il est recruté par le FC Barcelone où il reste une saison et demie, sans jouer le moindre match.
Lors de la saison 1968-1969, il est prêté au Celta de Vigo puis transféré définitivement dans ce club. Il reste à Vigo pendant sept saisons. Il participe aux débuts en compétitions européennes du Celta en 1971 en Coupe UEFA.
Manolo Jiménez met un terme à sa carrière de joueur en 1975.